# Třída Niki
Třída Niki byla třída torpédoborců řeckého námořnictva. Celkem byly postaveny čtyři jednotky této třídy. Ve službě byly v letech 1907–1945. Od prosince 1916 do prosince 1918 byly torpédoborce obsazeny francouzskými vojáky a do konce první světové války byly provozovány francouzským námořnictvem. Torpédoborec Doxa byl potopena za první světové války. Ostatní se účastnily řecko-turecké války v letech 1919–1922. Za druhé světové války byly ve službě torpédoborce Niki a Aspis. Oběma se podařilo uniknout do Egypta, kde působily do konce války.

## Stavba
Čtyři torpédoborce této třídy byly objednány v německé loděnice AG Vulcan Stettin ve Štětíně. Do služby byly přijaty v letech 1906–1907.
Jednotky třídy Niki:
| Jméno | Zahájení stavby | Spuštění na vodu | Zařazena do služby | Status |
| ----- | --------------- | ---------------- | ------------------ | --- |
| Niki  | 1905            | 1906             | 1906               | V prosinci 1916 obsazen Francií, provozován pod francouzskou vlajkou, vrácen v prosinci 1918. Sešrotován 1945.                                      |
| Doxa  | 1905            | 1906             | 1906               | V prosinci 1916 obsazen Francií, provozován pod francouzskou vlajkou. Dne 27. června 1917 u Sicílie potopen německou ponorkou třídy UB II SM UB-47. |
| Aspis | 1905            | 1907             | 1907               | V prosinci 1916 obsazen Francií, provozován pod francouzskou vlajkou, vrácen v prosinci 1918. Sešrotován 1945.                                      |
| Velos | 1905            | 1907             | 1907               | V prosinci 1916 obsazen Francií, provozován pod francouzskou vlajkou, vrácen v prosinci 1918. Vyřazen 1926.                                         |

## Konstrukce

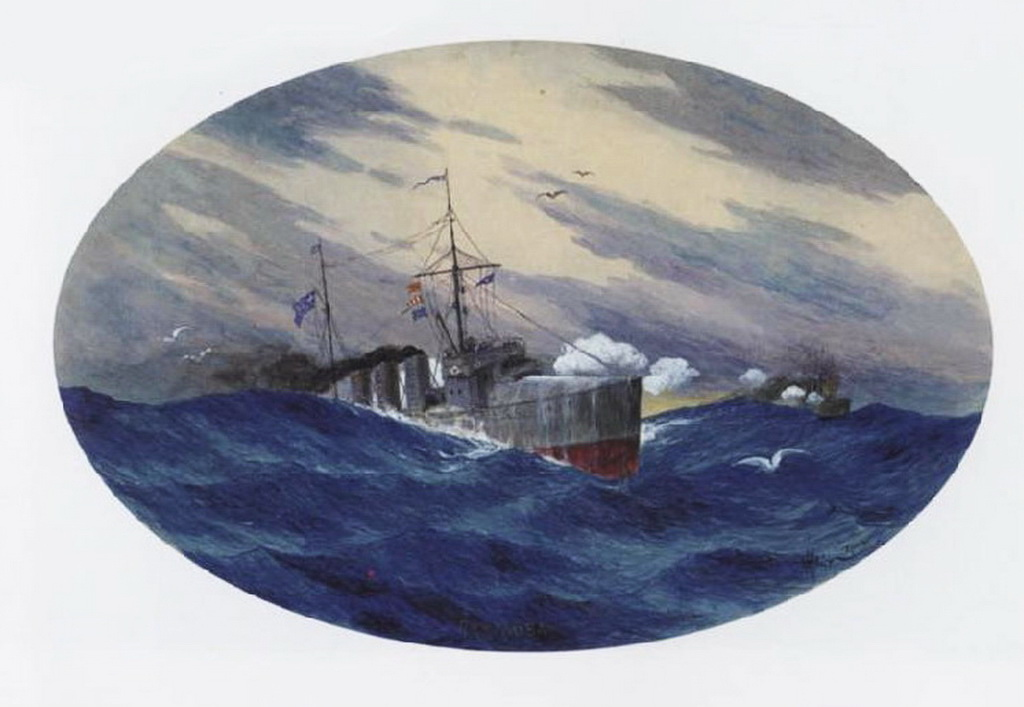
Doxa na dobové malbě (autor Miltiadis Thon, 1875-1945)

Výzbroj představovaly dva 76mm/51 kanóny Hotchkiss, čtyři 57/59mm kanóny Hotchkiss a dva jednohlavňové 457mm torpédomety. Pohonný systém tvořily čtyři kotle Marine a dva parní stroje s trojnásobnou expanzí o výkonu 6800 hp, pohánějící dva lodní šrouby. Torpédoborce měly tři komíny. Nejvyšší rychlost dosahovala 30 uzlů. Neseno bylo 90 tun uhlí. Dosah 1200 námořních mil při rychlosti patnáct uzlů.

### Modernizace
V letech 1925–1927 Niki a Aspis prošly modernizací v řecké loděnici Salamis v Pireu. Původní hlavňovou výzbroj nahradily dva 88mm kanóny a jeden 40mm kanón. Oba 457mm torpédomety zůstaly zachovány.